# Assassinato de Darya Dugina
O assassinato de Darya Dugina ocorreu em 20 de agosto de 2022, por volta das 21h45 do horário local, quando um carro do modelo Toyota Land Cruiser explodiu em Mozhayskoye Shosse, em um assentamento de Bolshiye Vyazyomy, nos arredores de Moscou, Rússia.
Dugina estava dirigindo para Moscou depois de participar de um festival anual no ramo artístico. O festival é realizado na propriedade Zakharovo, a aproximadamente um quilômetro ao norte de Bolshiye Vyazyomy. Os investigadores disseram que um dispositivo explosivo foi colocado embaixo do carro, ao lado do motorista.

## Investigações e reações

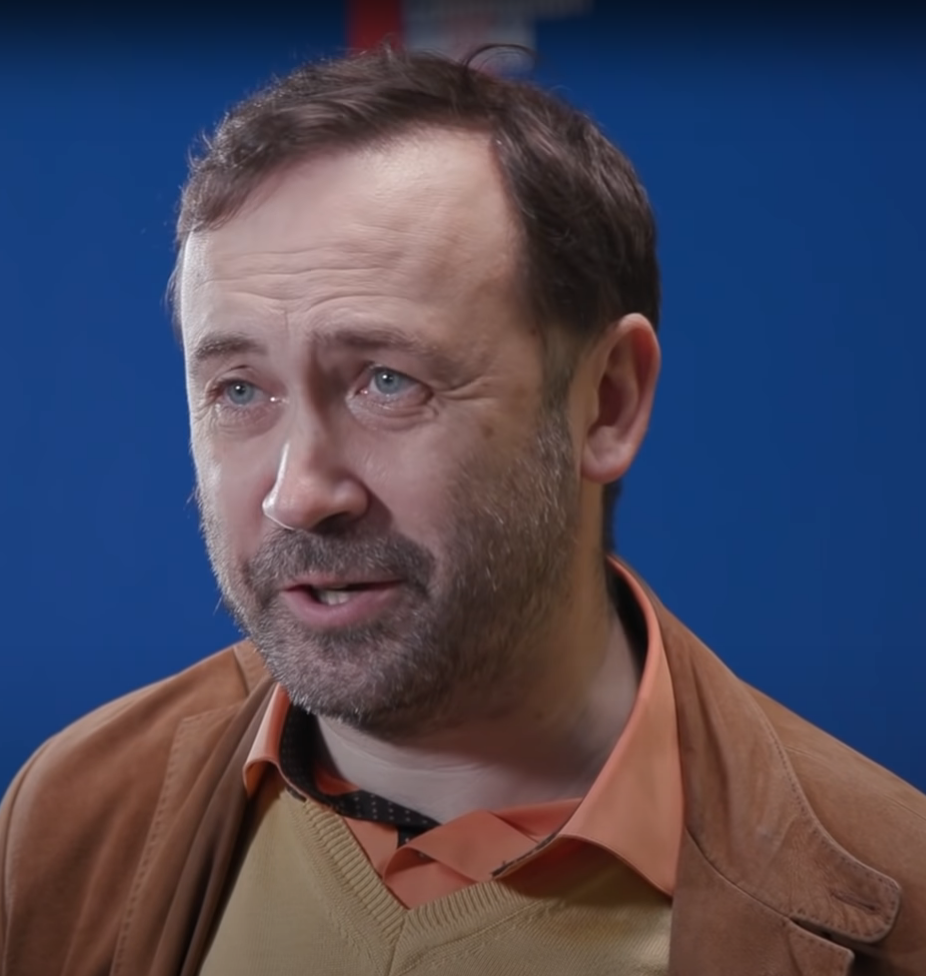
Ilya Ponomarev, ex-membro da Duma da Rússia que agora vive exilado na Ucrânia, afirmou que um grupo partidário russo foi responsável pelo ataque, e que o grupo até então desconhecido se autodenomina Exército Nacional Republicano.

O Serviço Federal de Segurança da Rússia (FSB) alegou que os serviços especiais ucranianos estavam por trás do assassinato, alegando que contrataram um empreiteiro, um cidadão ucraniano, que fugiu para a Estônia após a explosão. De acordo com o FSB, eles alugaram um apartamento no mesmo prédio onde Dugina morava depois de chegar na Rússia no mês anterior, e estiveram presentes no mesmo festival que Dugina participou antes de ser morta.
O governo ucraniano negou qualquer envolvimento, com o conselheiro presidencial ucraniano Mykhailo Podolyak afirmando que "não somos um estado criminoso como a Federação Russa, muito menos um terrorista",  e depois culpando o matança em brigas internas entre agências de segurança russas. A Estônia rejeitou a alegação de que o suposto assassino de Dugina havia fugido para a Estônia.
Em um discurso semanal, o Papa Francisco chamou Dugina de "uma vítima inocente". Em um movimento altamente incomum, Andrii Yurash, o embaixador ucraniano na Santa Sé, em um tweet criticou o papa chamando a declaração de "decepcionante". Em outro movimento incomum, o núncio que representa o Papa na Ucrânia foi convocado ao Ministério das Relações Exteriores em Kiev, onde o ministro expressou "profunda decepção".
Em 21 de agosto de 2022 o exilado ex-parlamentar Ilya Ponomarev, leu em voz alta um manifesto do Exército Nacional Republicano (NRA) pedindo uma ação armada contra o regime. O manifesto foi divulgado após o assassinato de Darya Dugina, pelo qual a NRA também emitiu uma reivindicação de responsabilidade, mas que ainda não foi confirmada de forma independente. Ponomarev endossou tanto o assassinato quanto o manifesto. No dia seguinte, o grupo de exilados anti-Putin, o Comitê de Ação Russa, colocou Ponomarev na lista negra de participar do Congresso da Rússia Livre, alegando que ele "convocou ataques terroristas em território russo". A declaração do Comitê também implicava que Dugina era uma "civil" que "não participou do confronto armado" e condenou da mesma forma a zombaria de Alexandr Dugin após o ataque como "uma rejeição demonstrativa da empatia humana normal pelas famílias das vítimas."